# Acheilognathus macromandibularis
Acheilognathus macromandibularis är en fiskart som beskrevs av Doi, Arai och Liu, 1999. Acheilognathus macromandibularis ingår i släktet Acheilognathus och familjen karpfiskar. Inga underarter finns listade i Catalogue of Life.